# Seattle Hill-Silver Firs
Seattle Hill-Silver Firs is een plaats (census-designated place) in de Amerikaanse staat Washington, en valt bestuurlijk gezien onder Snohomish County.

## Demografie
Bij de volkstelling in 2000 werd het aantal inwoners vastgesteld op 35.311.

## Geografie
Volgens het United States Census Bureau beslaat de plaats een oppervlakte van
36,2 km², waarvan 36,1 km² land en 0,1 km² water.

## Plaatsen in de nabije omgeving
De onderstaande figuur toont nabijgelegen plaatsen in een straal van 8 km rond Seattle Hill-Silver Firs.